# Andrej Zupan
Andrej Zupan, slovenski klarinetist, * 9. julij 1972, Ljubljana.
Na Akademiji za glasbo v Ljubljani je diplomiral leta 1994 v razredu svojega očeta, prof. Alojza Zupana, pri njem pa je opravil tudi podiplomski študij.
Deluje kot solo-klarinetist v orkestru Ljubljanske opere.
Je profesor klarineta na Akademiji za glasbo Univerze v Ljubljani in na Konservatoriju za glasbo in balet Ljubljana.
Je tudi dirigent Orkestra Mandolina Ljubljana, Pihalnega orkestra Cerkno in Pihalnega orkestra Konservatorija za glasbo in balet Ljubljana.